# Daihatsu EV1
Daihatsu EV1 — концептуальный электромобиль, разработанный в 1973 году японской компанией Daihatsu.

## Описание
Daihatsu EV1, разработанный в 1973 году в единственном экземпляре, дебютировал на Токийском автосалоне. Автомобиль оснащён двумя электродвигателями, расположенными сзади и приводящими в движение заднюю ось, и аккумулятором ёмкостью 21,1 кВт⋅ч, который находится в съёмном лотке для облегчения зарядки. Суммарная мощность составляет до 11,2 кВт (15 л. с.). Заявленное время разгона от 0 до 30 км/ч составляет 2,4 секунды, а максимальная скорость — 89 км/ч.